# Latoue
Latoue – miejscowość i gmina we Francji, w regionie Oksytania, w departamencie Górna Garonna.
Według danych na rok 1990 gminę zamieszkiwały 294 osoby, a gęstość zaludnienia wynosiła 17 osób/km² (wśród 3020 gmin regionu Midi-Pyrénées Latoue plasuje się na 773. miejscu pod względem liczby ludności, natomiast pod względem powierzchni na miejscu 662.).